# Mosse-Palais (1885)

Palais Mosse vom Leipziger Platz aus gesehen

Ehrenhof des Palais an der Voßstraße

Das Mosse-Palais war das zwischen 1881 und 1885 als Stadtresidenz errichtete Wohnhaus des Verlegers und „Zeitungskönigs“ Rudolf Mosse, das 1945 bei einem alliierten Luftangriff zerstört wurde. Das Gebäude stand auf den Grundstücken Leipziger Platz 15 (Südseite) und Voßstraße 22 (Nordseite) im Berliner Ortsteil Mitte, 1996–1998 wurde an seiner Stelle das gleichnamige Bürogebäude Mosse-Palais errichtet.

## Baubeschreibung

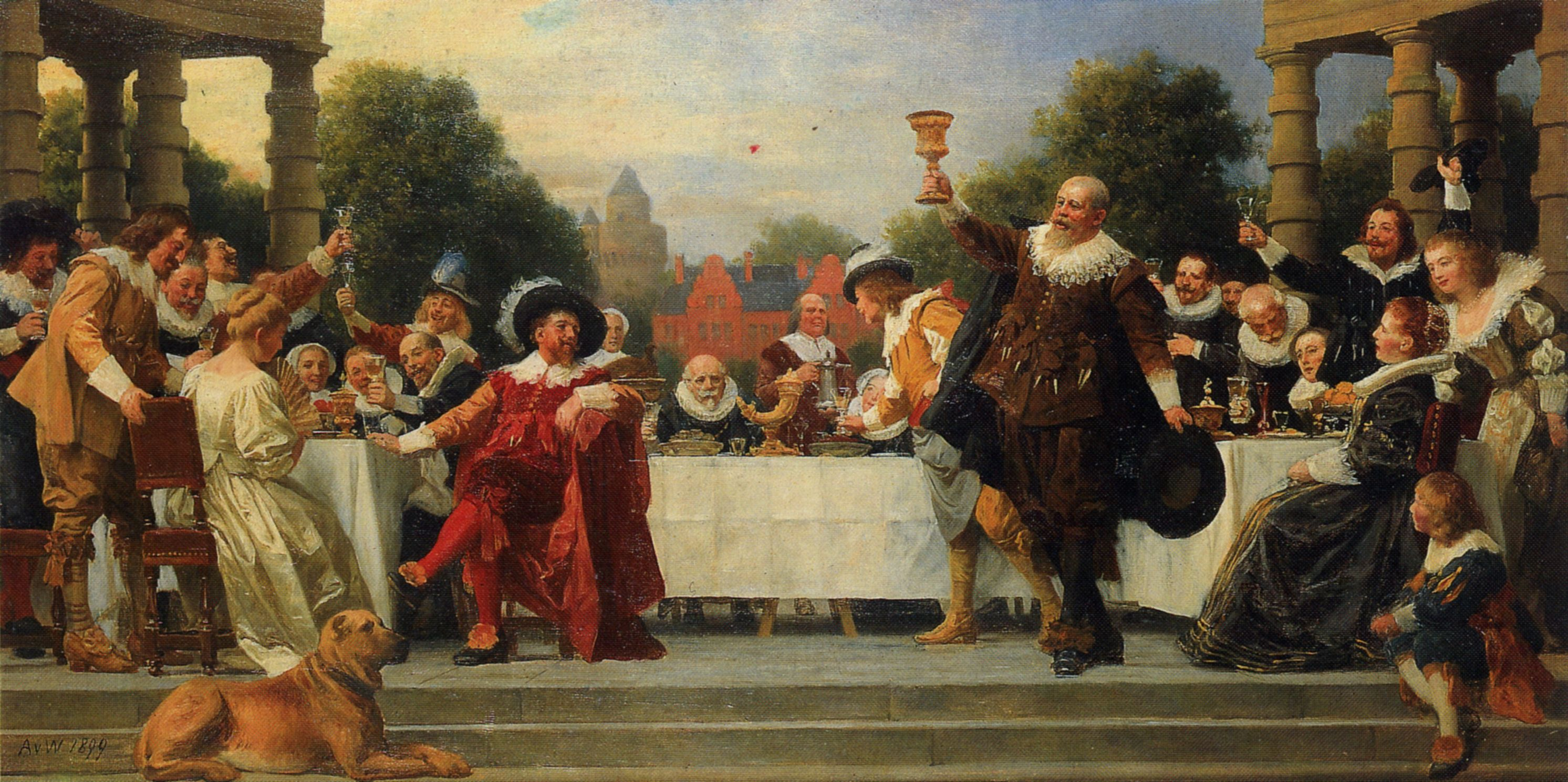
Anton von Werner: Skizze zum Gastmahl der Familie Mosse, 1899

Auf dem 1881 erworbenen Grundstück ließ sich der jüdische Zeitungsverleger Rudolf Mosse nach einem Entwurf der Berliner Architekten Gustav Ebe und Julius Benda ein repräsentatives Wohnhaus errichten. Der imposante Bau hatte eine Fassade aus schlesischem Sandstein und war an der Front zum Leipziger Platz hin mit einem Relief Die Erhebung des deutschen Genius des Bildhauers Max Klein versehen. Auch das Innere des Palais war reich mit Kunst ausgestattet. Im Speisesaal zeigte ein großes Wandgemälde von Anton von Werner Mosse mit Familie und Freunden im Stil des 17. Jahrhunderts beim Gastmahl der Familie Mosse.
Der Einheitswert des Mosse-Palais wurde zum 1. Januar 1928 auf 1,725 Millionen Mark festgelegt (kaufkraftbereinigt in heutiger Währung: rund 7,475 Millionen Euro). Drei Jahre später war der Einheitswert der Immobilie auf 1,053 Millionen Mark gesunken, was sich vermutlich durch die zwischenzeitliche Eintragung von Hypotheken erklärt. Im Jahr 1932 lag eine Hypothek über 500.000 Mark zugunsten der Danat-Bank auf dem Palais.
Ab 1934 befand sich im Mosse-Palais die Berliner Nebenstelle der Akademie für Deutsches Recht. Am 2. und 3. Mai 1941 fand hier die Sitzung des Völkerrechtsausschusses der Akademie für Deutsches Recht und der Deutschen Gesellschaft für Völkerrecht und Weltpolitik statt.